# Aleja Przyjaciół w Warszawie
Aleja Przyjaciół – ulica w śródmieściu Warszawy. Znajduje się w trójkątnym obszarze między aleją Róż, ulicą Koszykową i Alejami Ujazdowskimi.

## Pochodzenie nazwy
Informacji na temat pochodzenia jej nazwy dostarczają wspomnienia Jerzego Waldorffa, który przez wiele lat mieszkał przy tej ulicy. Według niego na początku XIX wieku, kiedy nieopodal był położony pałacyk podolskich magnatów Sobańskich, znajdowała się tam aleja łącząca bramę wjazdową z rezydencją. Zgodnie ze zwyczajem rodziny Sobańskich, odwiedzający ich goście obowiązkowo sadzali na niej po kasztanowcu. W ten sposób wyrosła okazała aleja zwana „Aleją Przyjaciół”. 
Od nazwy tej ulicy Jarosław Iwaszkiewicz zatytułował swoją książkę, wspomnienia o przyjaciołach, a także szkic o Antonim Sobańskim.

## Historia

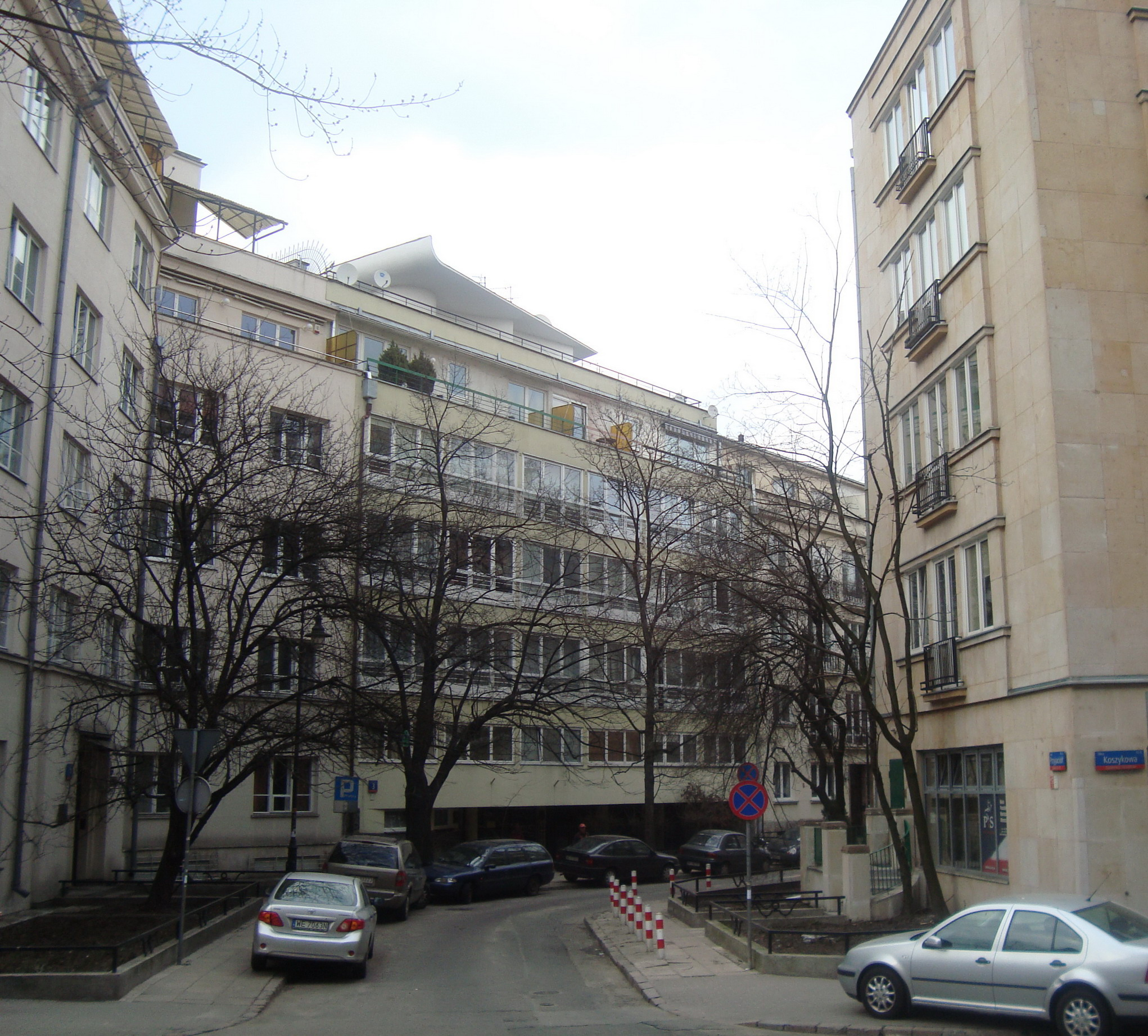
Widok na Dom z Żaglem współcześnie

Ulica została wytyczona w latach 30. XX w., a domy znajdujące się przy niej były budowane zgodnie z zasadami funkcjonalizmu przez architektów z kręgów awangardy. Najlepszym przykładem tego stylu jest budynek numer 3 tzw. Dom z Żaglem, typowy dla tej ulicy, zaprojektowany przez Juliusza Żórawskiego. Pochodzi z 1937 roku. Wejście główne, z podwójnymi drzwiami, ma falisty zarys, nawiązujący do zewnętrznej roślinności. Schody są odgrodzone przepierzeniem, dlatego nie łączą się one bezpośrednio z wejściem głównym. Eleganckie wykończenie klatki schodowej i wiele innych czynników skłoniło Niemców do rekwirowania mieszkań w czasie wojny.
Prawie nietknięta po wojnie aleja Przyjaciół zainteresowała funkcjonariuszy różnych urzędów, między innymi Urzędu Bezpieczeństwa. To był elegancki, spokojny zakątek wspaniale nadający się na siedzibę instytucji państwowych. Poczucie bezpieczeństwa wzrosło jeszcze bardziej, gdy do sąsiedniej uliczki św. Teresy przeniosło się Ministerstwo Bezpieczeństwa Publicznego, z czasem zostało zajęte najbliższe otoczenie alei Przyjaciół: Wiejska, Frascati, Puławska, Jaworzyńska, aleja Róż.
Po drugiej wojnie światowej przy ulicy zamieszkało wielu przedstawicieli ówczesnych elit. Zamieszkiwali je znani wówczas ludzie jak: Stefania Woytowicz-Rudnicka (światowej sławy śpiewaczka), Stanisław Rudnicki (wybitny neurochirurg) – obojga upamiętnia tablica pamiątkowa na fasadzie budynku pod numerem 3, Jakub Berman (były wicepremier), Józef Cyrankiewicz (premier), Andrzej Werblan (członek władz PZPR), Aleksander Burski (minister w PRL), Jerzy Roszak (ambasador PRL), Kazimierz Toeplitz (urbanista, pracownik Biura Odbudowy Stolicy), Maciej Elczewski (sekretarz PZPR), Ozjasz Szechter (działacz komunistyczny).
W mieszkaniu przy alei Przyjaciół 1 w latach 1973–1999, aż do śmierci, mieszkał Jerzy Waldorff, pisarz, publicysta, krytyk sztuki, opiekun Starych Powązek i innych zabytków (tablica pamiątkowa na rogu budynku przy alei Przyjaciół i Koszykowej).
Pod nr 8 mieści się Biuro Aleksandra Kwaśniewskiego, założona przez niego Fundacja Amicus Europae oraz założona przez jego żonę Jolantę fundacja „Porozumienie bez barier”. Pod numerem 9 mieści się amerykańska agencja prasowa Associated Press.